# Ligue majeure de baseball 2016
Navigation
2015 2017
La saison 2016 de la Ligue majeure de baseball est la 116e saison depuis le rapprochement entre la Ligue américaine et la Ligue nationale et la 141e saison de Ligue majeure. 
Les champions de la saison sont les Cubs de Chicago, champions de la Ligue nationale, qui remportent le 2 novembre la Série mondiale 2016. Victorieux quatre parties à trois sur les Indians de Cleveland, tenants du titre de la Ligue américaine, les Cubs participent à la finale pour la première fois depuis 1945 et mettent fin à la plus longue séquence sans titre du sport professionnel nord-américain grâce à ce premier triomphe depuis la Série mondiale 1908. Quant au club de Cleveland, qui n'a pas gagné de Série mondiale depuis 1948, il succède aux Cubs comme équipe privée de championnat depuis le plus longtemps.
Le coup d'envoi de la saison régulière est donné le dimanche 3 avril 2016 avec un match inaugural en après-midi au PNC Park de Pittsburgh entre les Cardinals de Saint-Louis et les Pirates de Pittsburgh. Les Royals de Kansas City, vainqueurs de la Série mondiale 2015, amorcent la saison 2016 en tant que champions en titre du baseball majeur et de la Ligue américaine et affrontent les Mets de New York, champions en titre 2015 de la Ligue nationale, au premier jour de la nouvelle saison. C'était la première fois que les deux adversaires d'une Série mondiale s'affrontent au premier jour de la saison suivante, une coïncidence puisque ce match d'ouverture a été programmé bien avant que les deux clubs ne se qualifient pour la finale de 2015.
Le 87e match des étoiles de la Ligue majeure de baseball a lieu le mardi 12 juillet au Petco Park de San Diego, domicile des Padres. Les Pirates de Pittsburgh devaient les 30 et 31 mars jouer deux matchs contre les Marlins de Miami au stade Hiram Bithorn de San Juan, à Porto Rico, pour célébrer le défunt héros portoricain Roberto Clemente, mais le voyage est annulé et les matchs déplacés à Miami en raison des craintes engendrées par l'épidémie de fièvre Zika en Amérique.
Les derniers jours de la saison régulière sont marqués par une tragédie : la mort le 25 septembre du lanceur étoile José Fernández des Marlins de Miami, tué à 24 ans dans un accident de bateau en Floride.
La saison 2016 est la 20e depuis l'avènement des matchs interligues. Chaque club dispute 20 matchs interligues durant l'année, soit 12,3 % de son calendrier. Les Braves d'Atlanta célèbrent leur 20e saison à Turner Field, qui est aussi leur dernière, puisque l'équipe prévoit emménager en 2017 dans un nouveau stade, le SunTrust Park.

## Nouveaux règlements

### Glissades autour des buts
Le 25 février 2016, la Ligue majeure de baseball et le syndicat des joueurs annoncent d'un commun accord la nouvelle règle concernant les glissades autour des buts par les coureurs. Initiée afin de protéger les joueurs de champ intérieur, en particulier au deuxième coussin où ce genre de jeu se produit souvent, cette règle stipule qu'il est interdit de glisser dans le but d'entrer délibérément en collision avec un joueur en défensive. Une glissade maintenant jugée illégale entraîne un double jeu, c'est-à-dire le retrait automatique du coureur et du frappeur de l'équipe en offensive dont un joueur s'est rendu coupable d'avoir contrevenu au règlement. Surnommée « règle Chase Utley », cette règle vise à éviter la répétition d'incidents comme celui du 10 octobre 2015  durant la Série de divisions 2015 de la Ligue nationale où Utley, des Dodgers de Los Angeles, avait fracturé la jambe droite du joueur de deuxième but Rubén Tejada des Mets de New York, le condamnant à rater le reste des séries éliminatoires. Cette décision survient deux ans après la « règle Buster Posey » visant à protéger les receveurs de collisions dangereuses avec les coureurs fonçant vers le marbre.

### Vitesse du jeu
Le baseball majeur annonce pour 2016 un resserrement des mesures prises en 2015 pour accélérer le déroulement du jeu et réduire la durée des matchs. Cette fois-ci, la ligue et son syndicat des joueurs imposent aux gérants et instructeurs une limite de 30 secondes lors de leurs visites au monticule du lanceur. De plus, le temps consacré aux pauses commerciales est abaissé à 2 minutes et 5 secondes pour les matchs de saison régulière télédiffusés localement et à 2 minutes et 25 secondes pour les matchs télédiffusés nationalement à travers les États-Unis, une réduction de 20 secondes dans chaque cas.

### Gants de baseball
Parmi les règlements modifiés pour 2016, la ligue ne reconnaît désormais plus qu'un coureur est retiré lorsqu'un joueur en défensive le touche avec les lacets de son gant de baseball en effectuant un balayage. Auparavant, ce jeu entraînait un retrait et avait été l'objet de contentieux, la ligue ayant tenté de convaincre les joueurs de couper ces lacets et les équipes profitant de cette règle pour changer faire une décision défavorable en retrait après avoir exigé le visionnement de la reprise vidéo. D'autre part, la longueur réglementaire du gant d'un joueur de premier but ou d'un voltigeur est revue à la hausse d'un pouce (2,54 cm), pour s'établir à 13.

## Classement final
En vert, les champions de division. En gras le meilleur bilan de la ligue. En jaune, les équipes qualifiées en séries éliminatoires.
| Ligue nationale division Est | V  | D  | %    | Diff. | Diff. (séries) |
| ---------------------------- | -- | -- | ---- | ----- | -------------- |
| Nationals de Washington      | 95 | 67 | ,586 | -     | -              |
| Mets de New York             | 87 | 75 | ,537 | 8     | -              |
| Marlins de Miami             | 79 | 82 | ,491 | 15½   | 7½             |
| Phillies de Philadelphie     | 71 | 91 | ,438 | 24    | 16             |
| Braves d'Atlanta             | 68 | 93 | ,422 | 26½   | 18½            |

| Ligue nationale division Centrale | V   | D  | %    | Diff. | Diff. (séries) |
| --------------------------------- | --- | -- | ---- | ----- | -------------- |
| Cubs de Chicago                   | 103 | 58 | ,640 | -     | -              |
| Cardinals de Saint-Louis          | 86  | 76 | ,531 | 17½   | 1              |
| Pirates de Pittsburgh             | 78  | 83 | ,484 | 25    | 8½             |
| Brewers de Milwaukee              | 73  | 89 | ,451 | 30½   | 14             |
| Reds de Cincinnati                | 68  | 94 | ,420 | 35½   | 19             |

| Ligue nationale division Ouest | V  | D  | %    | Diff. | Diff. (séries) |
| ------------------------------ | -- | -- | ---- | ----- | -------------- |
| Dodgers de Los Angeles         | 91 | 71 | ,562 | -     | -              |
| Giants de San Francisco        | 87 | 75 | ,537 | 4     | -              |
| Rockies du Colorado            | 75 | 87 | ,463 | 16    | 12             |
| Diamondbacks de l'Arizona      | 69 | 93 | ,426 | 22    | 18             |
| Padres de San Diego            | 68 | 94 | ,420 | 23    | 19             |

| Ligue américaine division Est | V  | D  | %    | Diff. | Diff. (séries) |
| ----------------------------- | -- | -- | ---- | ----- | -------------- |
| Red Sox de Boston             | 93 | 69 | ,574 | -     | -              |
| Blue Jays de Toronto          | 89 | 73 | ,549 | 4     | -              |
| Orioles de Baltimore          | 89 | 73 | ,549 | 4     | -              |
| Yankees de New York           | 84 | 78 | ,519 | 9     | 5              |
| Rays de Tampa Bay             | 68 | 94 | ,420 | 25    | 21             |

| Ligue américaine division Centrale | V  | D   | %    | Diff. | Diff. (séries) |
| ---------------------------------- | -- | --- | ---- | ----- | -------------- |
| Indians de Cleveland               | 94 | 67  | ,584 | -     | -              |
| Tigers de Détroit                  | 86 | 75  | ,534 | 8     | 2½             |
| Royals de Kansas City              | 81 | 81  | ,500 | 13½   | 8              |
| White Sox de Chicago               | 78 | 84  | ,481 | 16½   | 11             |
| Twins du Minnesota                 | 59 | 103 | ,364 | 35½   | 30             |

| Ligue américaine division Ouest | V  | D  | %    | Diff. | Diff. (séries) |
| ------------------------------- | -- | -- | ---- | ----- | -------------- |
| Rangers du Texas                | 95 | 67 | ,586 | -     | -              |
| Mariners de Seattle             | 86 | 76 | ,531 | 9     | 3              |
| Astros de Houston               | 84 | 78 | ,519 | 11    | 5              |
| Angels de Los Angeles           | 74 | 88 | ,457 | 21    | 15             |
| Athletics d'Oakland             | 69 | 93 | ,426 | 26    | 20             |

## Séries éliminatoires
Les nombres avant les noms de clubs indiquent les têtes de séries, et les nombres à droite du nom indiquent le nombre de matchs gagnés dans la ronde éliminatoire.
|  | Matchs de meilleur deuxième | Matchs de meilleur deuxième | Matchs de meilleur deuxième |  |   | Séries de divisions | Séries de divisions     | Séries de divisions    |                        |   | Séries de championnat | Séries de championnat | Séries de championnat |  |  | Série mondiale | Série mondiale  | Série mondiale |
|  |                             |                             |                             |  |   |                     |                         |                        |                        |   |                       |                       |                       |  |  |                |                 |                |
|  |                             |                             |                             |  |   | 5                   | Giants de San Francisco | 1                      |                        |   |                       |                       |                       |  |  |                |                 |                |
|  | 4                           | Giants de San Francisco     | 1                           |  |   | 1                   | Cubs de Chicago         | 3                      |                        |   |                       |                       |                       |  |  |                |                 |                |
|  | 4                           | Giants de San Francisco     | 1                           |  | 2 | 1                   | Cubs de Chicago         | 3                      | Dodgers de Los Angeles | 2 |                       |                       |                       |  |  |                |                 |                |
|  | 4                           | Mets de New York            | 0                           |  | 2 |                     | Ligue nationale         | Ligue nationale        | Ligue nationale        | 2 |                       |                       |                       |  |  |                |                 |                |
|  | 4                           | Mets de New York            | 0                           |  | 1 | Cubs de Chicago     | Ligue nationale         | Ligue nationale        | Ligue nationale        | 4 |                       |                       |                       |  |  |                |                 |                |
|  |                             |                             |                             |  |   | Cubs de Chicago     | 3                       | Dodgers de Los Angeles | 3                      | 4 |                       |                       |                       |  |  |                |                 |                |
|  |                             |                             |                             |  |   |                     | 3                       | Dodgers de Los Angeles | 3                      |   |                       |                       |                       |  |  |                |                 |                |
|  |                             |                             |                             |  |   | 2                   | Nationals de Washington | 2                      |                        |   |                       |                       |                       |  |  |                |                 |                |
|  |                             |                             |                             |  |   |                     |                         |                        |                        |   |                       |                       |                       |  |  | NL             | Cubs de Chicago | 4              |
|  |                             |                             |                             |  |   |                     |                         | AL                     | Indians de Cleveland   | 3 |                       |                       |                       |  |  |                |                 |                |
|  |                             |                             |                             |  |   | 3                   | Red Sox de Boston       | 0                      |                        |   |                       |                       |                       |  |  |                |                 |                |
|  |                             |                             |                             |  |   | 2                   | Indians de Cleveland    | 3                      |                        |   |                       |                       |                       |  |  |                |                 |                |
|  |                             |                             |                             |  |   | 2                   | Indians de Cleveland    | 3                      |                        | 2 | Blue Jays de Toronto  | 1                     |                       |  |  |                |                 |                |
|  | 5                           | Orioles de Baltimore        | 0                           |  |   | Ligue américaine    | Ligue américaine        | Ligue américaine       |                        | 2 | Blue Jays de Toronto  | 1                     |                       |  |  |                |                 |                |
|  | 5                           | Orioles de Baltimore        | 0                           |  | 1 | Ligue américaine    | Ligue américaine        | Ligue américaine       | Indians de Cleveland   | 4 |                       |                       |                       |  |  |                |                 |                |
|  | 4                           | Blue Jays de Toronto        | 1                           |  | 1 |                     | 4                       | Blue Jays de Toronto   | Indians de Cleveland   | 4 | 3                     |                       |                       |  |  |                |                 |                |
|  | 4                           | Blue Jays de Toronto        | 1                           |  |   |                     | 4                       | Blue Jays de Toronto   |                        |   | 3                     |                       |                       |  |  |                |                 |                |
|  |                             |                             |                             |  |   | 1                   | Rangers du Texas        | 0                      |                        |   |                       |                       |                       |  |  |                |                 |                |

## Entraînement de printemps

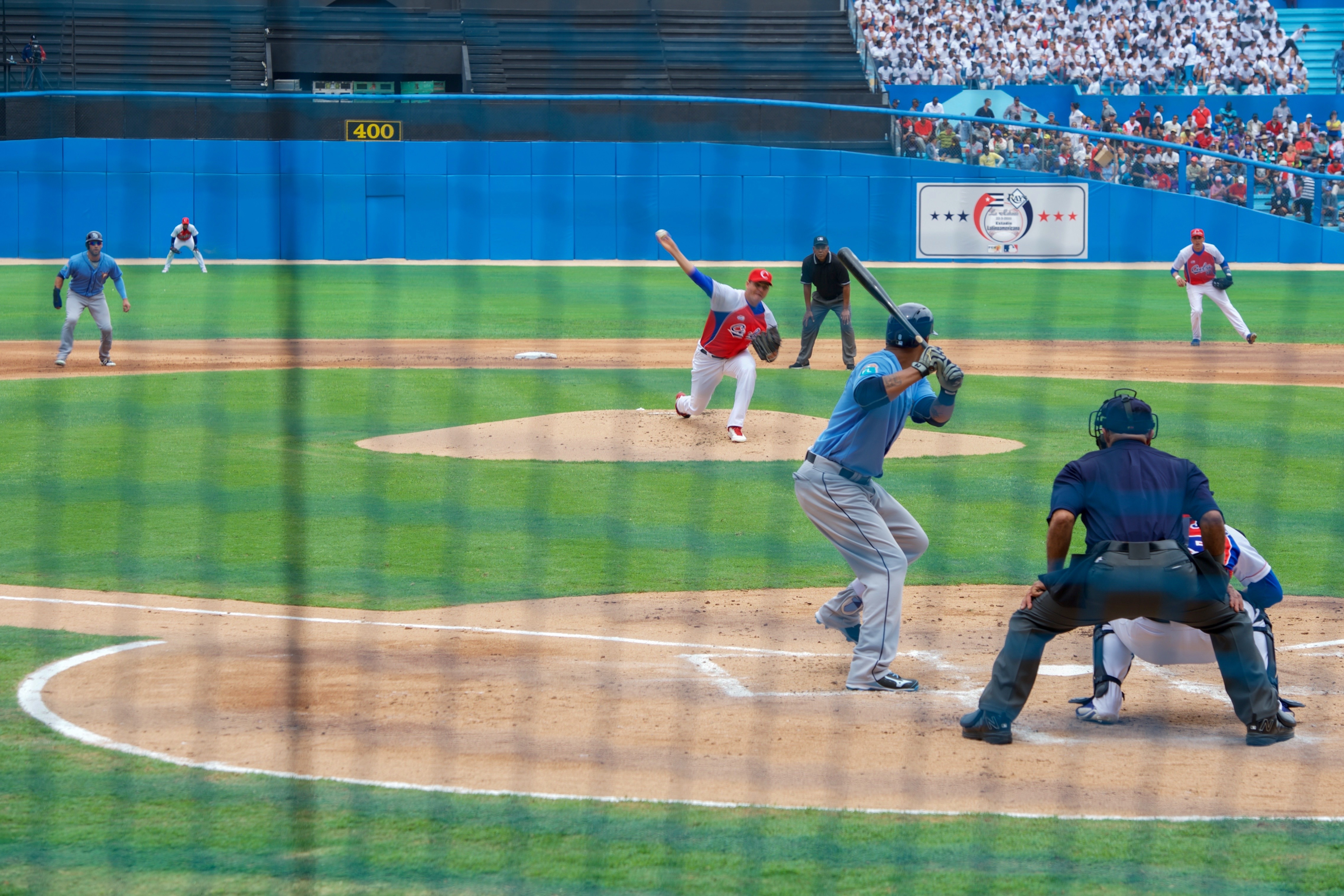
L'équipe nationale cubaine et les Rays de Tampa Bay s'affrontent à La Havane, le 22 mars 2016.

Les camps d'entraînements des 30 clubs du baseball majeur s'ouvrent en février 2016  en Floride et en Arizona. Le 22 mars, les Rays de Tampa Bay jouent un match d'exhibition contre l'équipe nationale cubaine à l'Estadio Latinoamericano de La Havane dans le premier match de baseball présenté par la Ligue majeure de baseball à Cuba depuis 1999. Le président des États-Unis Barack Obama et le chef de l'État cubain Raúl Castro assistent ensemble à la rencontre, gagnée 4-1 par les Rays.
Les 1er et 2 avril 2016, deux matchs présaisons sont disputés au Stade olympique de Montréal entre les Blue Jays de Toronto et les Red Sox de Boston.

## Saison régulière

### Avril
- 3 avril : Ouverture de la saison régulière 2016.
- 4 avril : Les Dodgers de Los Angeles remportent le blanchissage le plus décisif jamais vu lors du match d'ouverture d'une saison, leur succès de 15-0 sur les Padres, à San Diego, éclipsant l'ancienne marque de 14-0 par les Pirates de Pittsburgh sur les Reds de Cincinnati en lever de rideau de la saison 1911[21].
- 5 avril : Trevor Story, des Rockies du Colorado, devient le second joueur de l'histoire moderne (depuis 1900) du baseball, après Joe Cunningham en 1954, à frapper 3 circuits au total dans ses deux premiers matchs dans les majeures[22].
- 6 avril : 
  - Trevor Story, des Rockies, devient le premier joueur de l'histoire à frapper 4 circuits au total dans ses 3 premiers matchs dans les majeures[23].
  - Blanchis par les Dodgers de Los Angeles, les Padres de San Diego deviennent la première équipe de l'histoire à perdre les 3 premiers matchs d'une saison sans marquer de point et établissent le nouveau record de 27 manches consécutives sans compter pour ouvrir l'année[24], battant les 26 des Cardinals de Saint-Louis de 1943[25],[26].
  - Forts de victoires de 15-0, 3-0 et 7-0 à San Diego[27], les Dodgers de Los Angeles deviennent la seconde équipe après les Cardinals de Saint-Louis de 1963 à gagner par jeu blanc les 3 premiers matchs de leur saison[25].
- 7 avril : Après avoir cédé face aux Giants de San Francisco, la série de manches consécutives sans accorder de point pour amorcer une saison s'arrête à 31 manches pour les Dodgers de Los Angeles, soit une de moins que le record des majeures de 32 manches, établi en début de saison 1963 par les Cardinals de Saint-Louis[28].
- 8 avril :
  - Avec deux autres longues balles frappées pour Colorado, Trevor Story devient le premier joueur de l'histoire à frapper au moins un circuit à ses 4 premiers matchs dans les majeures[29], le 5e joueur de l'histoire des majeures avec au moins un circuit lors des 4 premiers matchs d'une saison, et le seul à en compter 6 au cours de ces 4 premières parties[30].
  - 8 avril : À San Francisco face aux Giants, Ross Stripling des Dodgers de Los Angeles termine son premier match dans les majeures sans aucun point ni coup sûr accordé en 7 manches et un tiers lancées[31].

### Mai
- 30 et 31 mai : Les Pirates de Pittsburgh et les Marlins de Miami (ceux-ci étant considérés équipe « locale » pour l'occasion) célèbrent la journée Roberto Clemente en disputant deux matchs de saison régulière au stade Hiram Bithorn de San Juan, à Porto Rico[5].

### Octobre
- 4 octobre: début de séries éliminatoires de la Ligue majeure de baseball avec le Match de meilleur deuxième de la Ligue américaine. Les Blue Jays de Toronto s'imposent 5-2 contre les Orioles de Baltimore et se qualifient pour les Séries de divisions de la Ligue américaine.

- 5 octobre: Match de meilleur deuxième de la Ligue nationale. Les Giants de San Francisco s'imposent 3-0 contre les Mets de New York et se qualifient pour les Séries de divisions de la Ligue nationale.

- 6 octobre: début des Séries de divisions de la Ligue américaine entre d'une part, les Blue Jays de Toronto et les Rangers du Texas, et d'autre part les Indians de Cleveland et les Red Sox de Boston. Les Blue Jays l'emportent trois matchs à zéro sur les Rangers et les Indians éliminent les Red Sox également trois matchs à zéro et accèdent à la Série de championnat de la Ligue américaine.

- 7 octobre: début des Séries de divisions de la Ligue nationale entre d'une part, les Cubs de Chicago et les Giants de San Francisco, et d'autre part les Dodgers de Los Angeles et les Nationals de Washington. Les Cubs l'emportent trois matchs à un sur les Giants et les Dodgers éliminent les Nationals trois matchs à deux et accèdent à la Série de championnat de la Ligue nationale.

- 14 octobre: début de la Série de championnat de la Ligue américaine entre les Blue Jays de Toronto et les Indians de Cleveland. Les Indians éliminent les Blue Jays quatre matchs à un et accèdent à la Série mondiale.

- 15 octobre: début de la Série de championnat de la Ligue nationale entre les Cubs de Chicago et les Dodgers de Los Angeles. Les Cubs éliminent les Dodgers quatre matchs à deux et accèdent à la Série mondiale.

- 25 octobre: début de la Série mondiale entre les Cubs de Chicago et les Indians de Cleveland.

### Novembre
- 2 novembre : les Cubs de Chicago remportent la Série mondiale après 108 années sans titre en battant les Indians de Cleveland quatre matchs à trois.